# 1086 w polityce

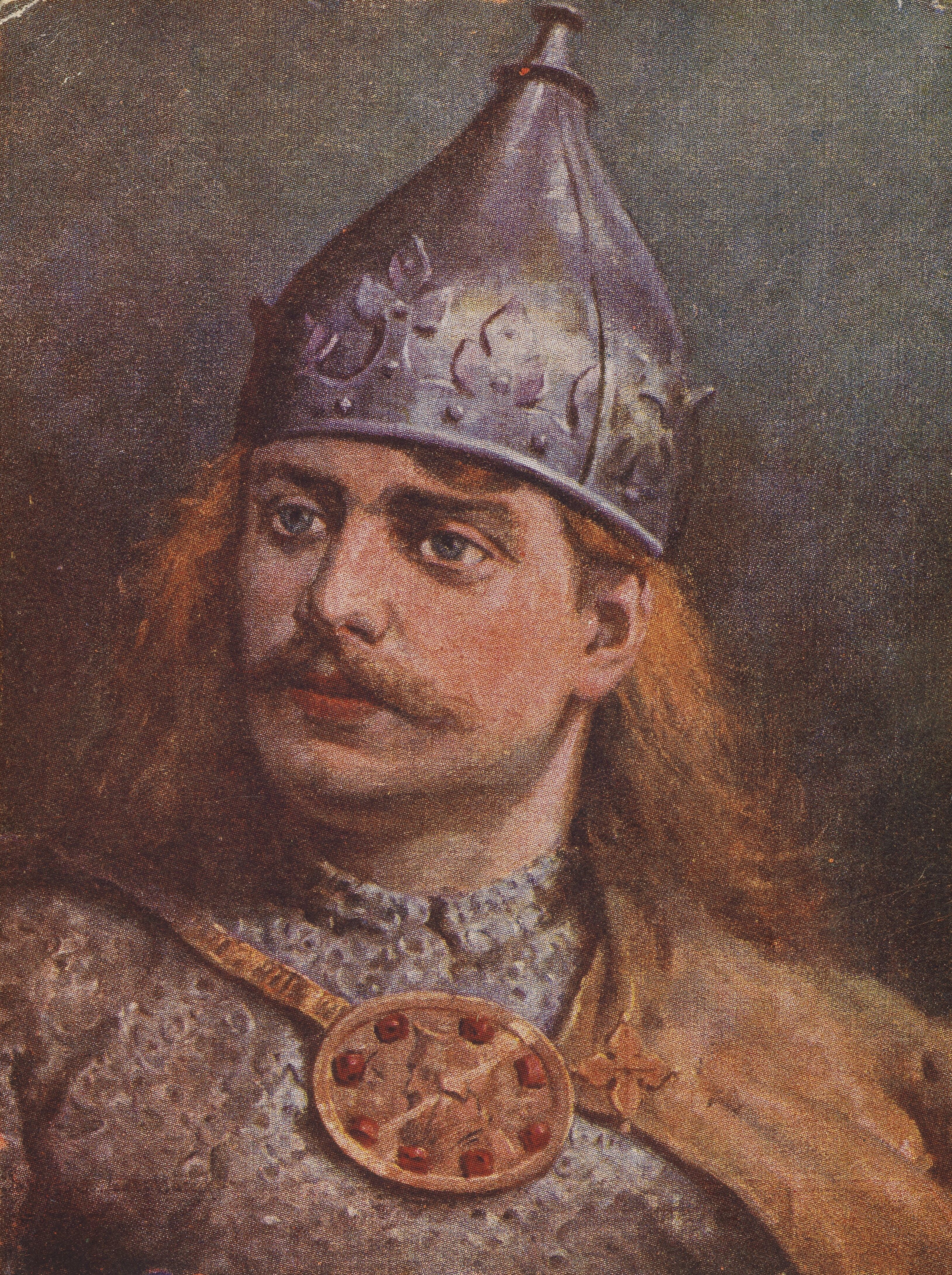
Jan Matejko, Bolesław Krzywousty

Wydarzenia polityczne w 1086 roku.

## Wydarzenia
- Ukończenie Domesday Book[1].
- Dauferio zostaje papieżem.
- Wratysław II królem Czech[2][3].
- Zbliżenie polityczne między Polską a Węgrami[4].
- 23 października Bitwa pod Sagrajas pomiędzy Arabami dowodzonymi przez Jusufa ibn Taszfina a kastylijczykami Alfonsa VI.

## Urodzili się
- 20 sierpnia Bolesław III Krzywousty, książę Polski (zm. 1138)[4].

## Zmarli
- Judyta Przemyślidka, córka Wratysława II, króla Czech i żona Władysława I Hermana.
- 18 marca Anzelm z Lukki II, biskup, uczestnik sporu o inwestyturę, zwolennik Grzegorza VII[5].
- 8 sierpnia Konrad I, hrabia Luksemburga.
- 25 września Wilhelm VIII, książę Akwitanii i Gaskonii.